# Pierre Dukan
Pierre Dukan (Algeri, 8 luglio 1941) è un medico francese, radiato per sua stessa richiesta dall'ordine dei medici nel 2012.
È l'inventore della cosiddetta "dieta Dukan", una dieta dimagrante.

## Biografia

### Giovinezza
Medico generale a Parigi, Pierre Dukan da giovane intraprende gli studi di neurologia.
Durante un consulto, un paziente gli domandò consigli per perdere peso: «Dottore, mi prescriva il regime ipocalorico che vuole, mi tolga tutti gli alimenti che vorrà, ma non le carni, non riuscirei». Pierre Dukan gli consigliò allora di mangiare la carne meno grassa possibile, e di bere molta acqua. In 5 giorni il paziente perse 5 kg; le basi della dieta furono così fissate.
Pierre Dukan iniziò ad appassionarsi alla nutrizione e fece della lotta contro l'obesità la sua battaglia. Pubblicherà i suoi primi libri con successo e il suo metodo diventa popolare in tutto il mondo.
La dieta Dukan è stata criticata nel 2010 da un rapporto dell'Agenzia nazionale per la sicurezza alimentare.

### Radiazione
Il 19 aprile 2012 è stato, per sua stessa richiesta, radiato dall'ordine dei medici francese.

## Vicende giudiziarie

### Controversia Médiator
Il 26 luglio 2011 il dottor Pierre Dukan, inventore della "dieta Dukan", è stato convocato davanti al tribunale di Tolone nel quadro dell'inchiesta denominata «Mediator». Il nutrizionista, che non era presente all'udienza, ha rifiutato di rivelare il contenuto della cartella clinica di una delle sue pazienti alla quale aveva prescritto un farmaco di soppressione dell'appetito, il Mediator, e che aveva sviluppato una grave patologia valvolare, secondo quanto sostenuto dall'avvocato della paziente.
In realtà, il difensore della denunciante, dopo varie raccomandate indirizzate a Pierre Dukan richiedenti ufficialmente tutta la documentazione della paziente per una perizia, ottenne da Dukan solo una lettera, inviatagli dalla paziente, in cui erano presenti i ringraziamenti per averla portata al benessere.
Christine Ravaz, avvocato difensore, rimprovera a Dukan di non avere né informato né sostenuto la paziente, e di aver rifiutato di fornire le cartelle cliniche quando quest'ultima, malata di valvolopatia aortica acuta, ha avviato il procedimento giudiziario.
Pierre Dukan si difende affermando che «non disponeva delle informazioni necessarie per conoscere i rischi». Egli aveva prescritto il metodo di soppressione dell'appetito ad una persona ritenuta sana, e che ora soffre di una grave malattia.
Il 3 luglio 2013 la chambre disciplinaire de l'Ordre des médecins d'Ile-de-France ha vietato a Pierre Dukan di esercitare la professione per 8 giorni, e lo ha condannato a versare a una paziente la somma di 6000 euro per violazione delle norme etiche..

### Controversia Regime Dukan
Il 25 marzo 2012, l'Ordre des Médecins ha depositato due denunce a carico di Pierre Dukan; una emessa dall'ordine dipartimentale del luogo dove Dukan ha l'ambulatorio ed esercita la professione; la seconda emessa dall'ordine nazionale.
Diversi richiami all'ordine erano stati già notificati al medico, tra cui una lettera all'inizio del 2011 nella quale l'ordine dei medici ricordava a Dukan che «un medico dovrebbe prestare attenzione alle conseguenze delle sue prescrizioni» e ha aggiunto che è necessario «evitare atteggiamenti che provochino occasioni di pubblicità personale o per le associazioni presso cui si trova e per le quali presta assistenza».
A seguito di tale denuncia, Pierre Dukan ha lasciato la Francia per un tempestivo tour all'estero.

## Polemiche
Il medico è stato al centro di polemiche per aver proposto in una lettera aperta al Presidente della Repubblica l'istituzione di una opzione «anti-obesità» all'Università, dove gli studenti possano guadagnare crediti rimanendo in una "forbice" di peso normale dal primo all'ultimo anno di studi.
Pierre Dukan non avrebbe tenuto conto delle ripercussioni sulle giovani ragazze già in sovrappeso, o tendenti all'anoressia. Il Consiglio Nazionale dell'Ordine dei Medici ha tenuto un discorso, sostenuto dalla maggioranza della comunità medica, contro Pierre Dukan.

## Pubblicazioni
- Je ne sais pas maigrir, Flammarion, 2002
- Les hommes préfèrent les rondes, Le Cherche midi, 2003
- Mon secret minceur et santé, J'ai lu, septembre 2009
- La Patisserie Dukan, J'ai lu, septembre avril 2010
- Les Recettes Dukan, J'ai lu avril 2010
- La Méthode Dukan illustrée, Flammarion, avril 2010
- Je ne sais pas maigrir, J'ai lu, mars 2011
- Le Guide nutritionnel des aliments santé et minceur, Le Cherche midi, avril 2011
- L'Intégrale des recettes illustrées Dukan pour réussir la méthode, Flammarion, mai 2011
- Lettre ouverte au futur président de la République, Le Cherche midi, janvier 2012
- La nouvelle méthode Dukan illustrée, Flammarion, mars 2012